# Agelasta glabrofasciata
Agelasta glabrofasciata es una especie de escarabajo longicornio del género Agelasta, categorizada en la tribu Mesosini, de la subfamilia Lamiinae. Fue descrita por Pic en 1917.

## Descripción
Mide 15-20 mm de longitud.

## Distribución
Se distribuye por China.